# Amfibol

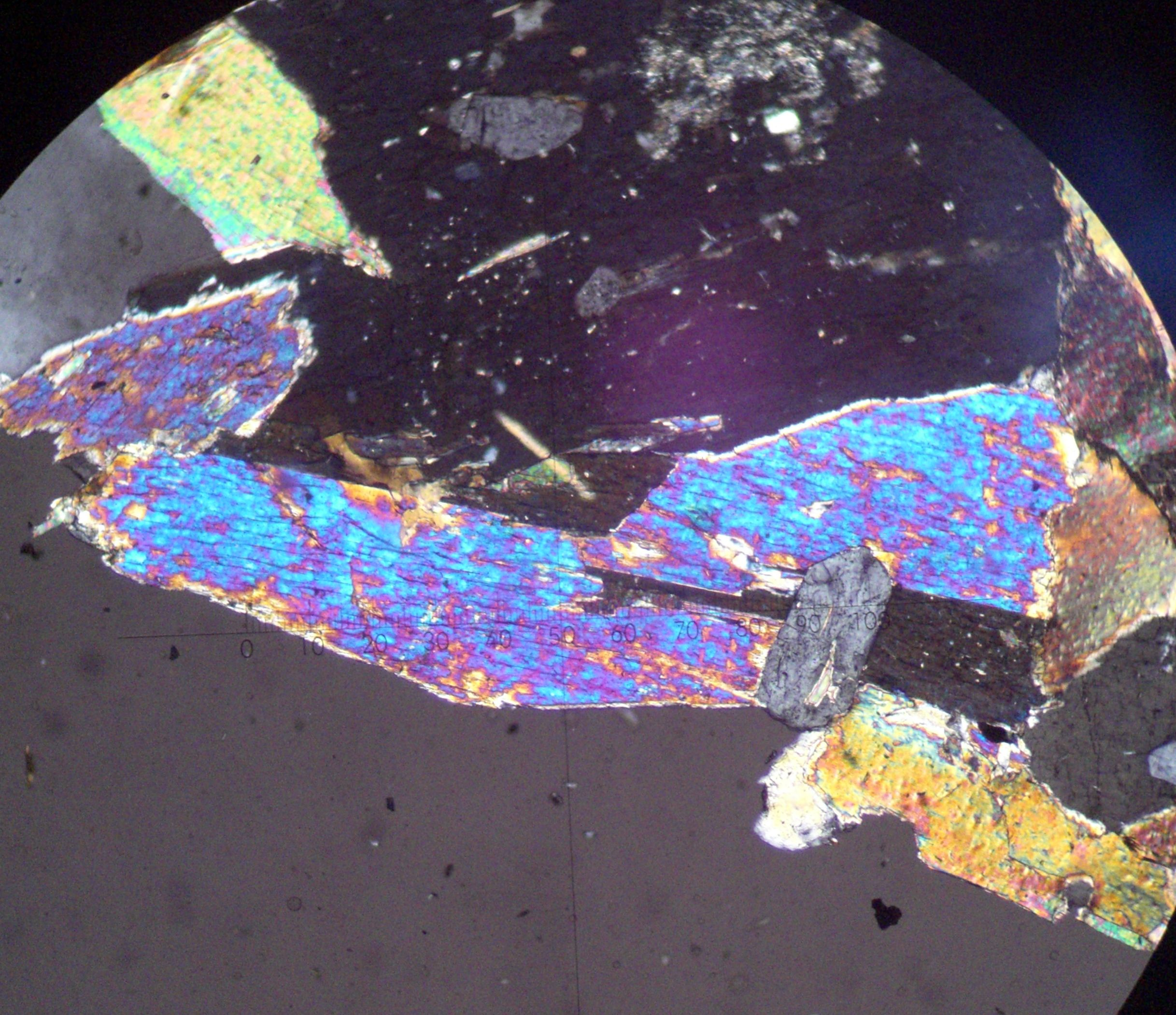
Mikrofotografie automorfně omezeného zrno amfibolu, obklopeného zrny biotitu (hnědá zrna převážně v pravé části), do kterého prorůstá omezené zrno apatitu

Amfibol, resp. amfiboly, je významná skupina minerálů, které jsou významnými horninotvornými minerály. Krystalizují v jednoklonné (klinoamfiboly) a kosočtverečné (ortoamfiboly) soustavě, což odpovídá i vzhledu minerálů, který je sloupcovitý, jemně sloupečkovitý, jehlicovitý až vláknitý. Jedná se o složité křemičitany tvořené především Ca, K, Fe, Mg, Al.

## Minerály skupiny amfibolů
V přehledu jsou uvedeny některé nejběžnější amfiboly:
- aktinolit
- edenit
- hastingsit
- kaersutit
- kaliumpargasit
- pargasit
- tremolit
- tschermakit

## Vznik
Vznikají z bazických magmat chudých na křemík (gabro, čedič), přeměnou z jiných křemičitanů. Jsou jen velmi těžce tavitelné a nerozpustitelné. Amfiboly netvoří srostlice. Jsou hlavní složkou horniny amfibolitu. Často se vyskytují v granitech, syenitech, gabrech, camptonitech, trachytech, leucitických bazanitech, pikritech, těšínitech a bazaltech.

## Vlastnosti
Amfiboly mají dokonalou štěpnost podle (Millerovy indexy) {110} kosočtverečného hranolu a na těchto plochách mají i výrazný skelný lesk. Mají 2 směry štěpnosti, které spolu svírají úhel 124°. Tvoří krátce až dlouze sloupcovité krystaly, které jsou často zdvojčatělé podle (Millerovy indexy) (100). Občas se můžeme setkat s amfiboly, které jsou natavené magmatickou korozí. Minerály mají relativně vysokou hustotu.
Optické vlastnosti
Hlavním poznávacím znakem pro amfiboly jsou kosočtverečné až šestiúhelníkové tvary příčných řezů a zejména úhel blízký 120° mezi oběma systémy dokonalé štěpnosti (110). V těchto řezech je možné pozorovat symetrické zhášení vůči štěpnosti. Podélné řezy mají dobře viditelné štěpné trhlinky paralelní s vertikálou, zhášejí buď přímo (rombické amfiboly) a nebo šikmo (běžné řezy monoklinických amfibolů). Jejich chemické složení přímo ovlivňuje jejich barvu a i pleochroické barvy, mezi dalšími ovlivněn je i index lomu, který se pohybuje v rozmezí mezi 1,59 až po 1,74. Dvojlom pak mezi 0,003 až 0,072.

## Využití
Minerály nemají praktické využití. V minulosti byly v technické praxi používány jejich jemně jehlicovité až vláknité agregáty tzv. azbesty, jejichž uvádění na trh je v současnosti nejen českými zákony zakázáno (zákon o chemických látkách). Ruský azbest obsahuje výrazně méně amfibolů než kanadský azbest.

## Výskyt
- V Česku na Vlčí hoře, či v Českém středohoří. Je to běžný nerost v andezitech a dioritech.
- Na Slovensku: Kremnické vrchy, Javorie, Vtáčnik atd.